# Венарсаль
Венарса́ль (фр. и окс. Venarsal) — коммуна во Франции, находится в регионе Лимузен. Департамент — Коррез. Входит в состав кантона Мальмор-сюр-Коррез. Округ коммуны — Брив-ла-Гайярд.
Код INSEE коммуны — 19282.
Коммуна расположена приблизительно в 410 км к югу от Парижа, в 80 км южнее Лиможа, в 14 км к юго-западу от Тюля.

## Население
Население коммуны на 2008 год составляло 459 человек.
| 1962 | 1968 | 1975 | 1982 | 1990 | 1999 | 2008 |
| ---- | ---- | ---- | ---- | ---- | ---- | ---- |
| 190  | 203  | 185  | 265  | 344  | 371  | 459  |

## Экономика
В 2007 году среди 292 человек в трудоспособном возрасте (15-64 лет) 219 были экономически активными, 73 — неактивными (показатель активности — 75,0 %, в 1999 году было 70,6 %). Из 219 активных работали 208 человек (111 мужчин и 97 женщин), безработных было 11 (5 мужчин и 6 женщин). Среди 73 неактивных 27 человек были учениками или студентами, 28 — пенсионерами, 18 были неактивными по другим причинам.

## Фотогалерея

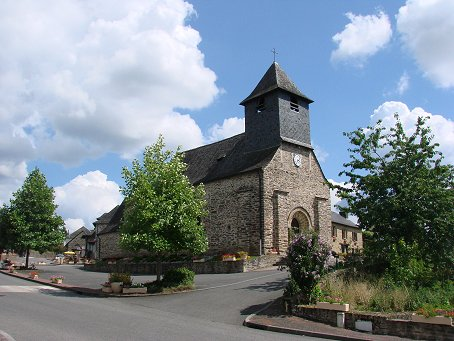
Церковь XII века
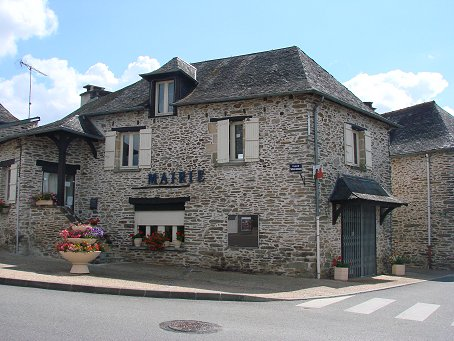
Мэрия
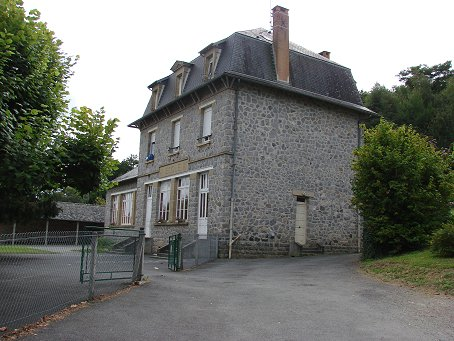
Школа